# Ardices
Ardices is een geslacht van vlinders van de familie spinneruilen (Erebidae), uit de onderfamilie Arctiinae.

## Soorten
- A. canescens Butler, 1875
- A. curvata Donov., 1805
- A. glatignyi Le Guill., 1841
- A. meridionalis Rothschild, 1910
- A. novaeguineae Rothschild, 1913